# Othon
Othon (Leopoldina, 20 de octubre de 1944-Leopoldina, 22 de mayo de 2024) fue un futbolista y entrenador de fútbol brasileño que jugó en la posición de delantero.

## Carrera

### Club
| Periodo   | Club                   |
| --------- | ---------------------- |
| 1961-1963 | Botafogo FR            |
| 1964-1965 | SC Internacional       |
| 1966      | Olaria AC              |
| 1967-1970 | EC Bahia               |
| 1971-1972 | Junior de Barranquilla |

### Selección nacional
Jugó para Brasil en cuatro ocasiones de 1963 a 1964, ganó la medalla de oro en los Juegos Panamericanos de 1963 y participó en los Juegos Olímpicos de Tokio 1964.

### Entrenador
| Periodo   | Club                 |
| --------- | -------------------- |
| 1972      | EC Ribeiro Junqueira |
| 1976–1978 | Botafogo FR          |
| 1980      | Botafogo FR          |
| 1980      | Al-Shabab Kuwait     |
| 1981–1983 | Al-Hilal FC          |
| 1984–1985 | Al-Wahda FC          |
| 1986      | América Mineiro      |
| 1987      | Al Jazira Club       |
| 1989      | Fluminense FC        |
| 1990      | Joinville EC         |
| 1991      | Al-Hilal FC          |
| 1992      | Entrerriense FC      |
| 1993      | Botafogo FR          |
| 1993–1994 | São José EC          |
| 1995      | Al-Wahda FC          |
| 1996      | Goiás EC             |
| 1997      | Goiânia EC           |
| 1998–1999 | Atlético Goianiense  |
| 2000      | Al-Shabab Kuwait     |
| 2001      | Goiânia EC           |
| 2002      | Ettifaq FC           |
| 2003      | Joinville EC         |
| 2004–2005 | EC Ribeiro Junqueira |
| 2006–2008 | Al-Hilal FC          |

## Logros

### Jugador
- Juegos Panamericanos (1): 1963

### Entrenador
- Campeonato Goiano (1): 1996